# Język opisu strony
Język opisu strony (ang. page description language, PDL) – jeden z grupy języków służących do pozycjonowania poszczególnych elementów na stronie przeznaczonej do wydruku. Pojawił się on wraz z pierwszymi drukarkami pozwalającymi na druk w trybie graficznym. Miało to miejsce w połowie lat 70., gdy Xerox PARC skonstruował drukarkę laserową. Okazało się bowiem, że by właściwie drukować elementy graficzne potrzebny jest odpowiedni język – wtedy stworzono PostScript.

## Opis
Taki specjalistyczny język ma rozbudowane możliwości edycyjne i obejmuje znacznie więcej informacji niż typowa mapa bitowa. Zawiera znaczniki pozwalające na opisanie tekstu i grafiki znajdującej się na stronie, co umożliwia programom i urządzeniom wydrukować stronę w sposób prawidłowy. Język opisu strony jest niezależny od sprzętu (drukarki, plotera) – na każdym z nich strona powinna wyglądać (być drukowana) identycznie. Większość języków opisu strony wywodzi się i jest używana w poligrafii i cyfrowym składzie tekstu. Wykorzystywane są również przy publikacji różnych dokumentów jak np. PDF.
Języki opisu strony mają postać tekstowych lub binarnych strumieni danych. Ten sam strumień danych może opisywać więcej kopii stron tego samego typu. Najbardziej znany język z tej grupy – PostScript – jest jednocześnie językiem programowania.
Pokrewnym terminem jest język kontroli drukowania (ang. Printer Control Language – PCL), który jednak nie ma nic wspólnego z Printer Command Language – językiem opisu strony stworzonym przez firmę Hewlett-Packard.

## Języki opisu strony
- ConTeXt – oparty na systemie TeX język znaczników, a zarazem system składu dokumentów
- HPGL – (Hewlett-Packard Graphics Language) język obsługi drukarek HP
- InterPress – język opisu strony opracowany w Xerox PARC
- LaTeX – język znaczników do formatowania dokumentów tekstowych i tekstowo-graficznych
- PDF – format do prezentacji, przenoszenia i drukowania treści tekstowo-graficznych firmy Adobe Systems
- PostScript – uniwersalny język opisu strony firmy Adobe Systems. Obecnie jest standardem w zastosowaniach poligraficznych
  - Encapsulated PostScript – podzbiór PostScriptu do przechowywania stron grafiki wektorowej w celu osadzania ich w innych dokumentach
- Printer Command Language (PCL) – język obsługi drukarek laserowych i drukarek atramentowych HP
- SGML – (Standard Generalized Markup Language) standardowy uogólniony język znaczników do ujednolicania struktury i formatu różnego typu informacji
- TeX – język i kompilator przygotowujący pliki w wymaganych przez urządzenia graficzne formatach
- XSL Formatting Objects – oparty na XML  język znaczników do formatowania dokumentów
- XeTeX – Wariant TeX-a na platformę Mac OS-X.